# Атаи, Мауланэ Шейхзаде
Мауланэ Шейхзаде Атаи (также просто Атаи или Атай, годы рождения и смерти неизвестны) — узбекский поэт-лирик первой половины XV века. 

## Биография
Родился в Сайраме (согласно КНЭ) или Балхе (согласно Краткой литературной и Большой советской энциклопедиям). Он был потомком поэта-мистика Ахмада Яссави и жил в Герате, Самарканде, Балхе
По простоте и ясности языка газели Атаи принадлежат к лучшим образцам узбекской поэзии XV века. В 1928 году первый узбекский профессор Фитрат напечатал 15 газелей в первом томе «Образцов узбекской литературы». Эти газели вошли также в хрестоматию по истории узбекской литературы, напечатанную в 1941 году
Атаи был придворным поэтом (в период правления Шахруха, Улугбека и его сына Абд аль-Латифа), тонким лириком, писал на арабском и чагатайском языках. Его газели отличаются изяществом слога, насыщены элементами фольклорной поэтики. 
Диван Атаи, в который входит 260 газелей, хранится в Санкт-Петербургском отделении Института востоковедения Российской АН.

## Сочинения
- Танланган асарлар 2 нашри, Тошкент, 1960; Девондан, в кн.: Узбек адабиёти, т. 1, Тошкент, 1959, с. 251—336.